# Munktellbadet
Munktellbadet är ett badhus i stadsdelen Munktellstaden i Eskilstuna, invigt den 28 maj 2016. Byggnaden har en bruttoarea på 10 300 m2. Det består av ett familjebad, en 50 meter lång simbassäng, relaxavdelning, servering och ett gym som drivs av Actic. 
Munktellbadet ersatte det gamla badhuset Vattenpalatset, som kom att byggas om till ett campus för Mälardalens högskola.